# Govigama
Govi oder Govigama (singhalesisch ගොවිගම) ist die größte und einflussreichste Kaste in Sri Lanka, die zusammen mit den Bathgama traditionell verantwortlich war für die Feldarbeit im Pachtsystem des Rajakariya („Verpflichtung“; vergleiche Raja). Während Govi (von goyam „Reisfeld“) die Bedeutung „Reisfeld-Bauer“ hat, stammt die Bezeichnung Govigama aus der Zeit des niederländischen Imperialismus. Ursprünglich gehörte alles Land dem König und nach dem Rajakriya-System war die Landbevölkerung dazu verpflichtet, auf einem bestimmten Landstück zu arbeiten (vergleiche Feudalismus). Privates Landeigentum durch Bürgerliche entwickelte sich erst nach der europäischen Kolonisierung.

## Geschichte

### Berufe
Die Govigama sind eine Kaste, deren traditioneller Beruf der Reisanbau ist. Die Mitglieder der Kaste waren Pächter im Feudalsystem von Sri Lanka. Das Kastensystem basierte dabei auf den „Diensten für den König“ ('raja kariya') und Landeigentum. Dem Monarchen gehörte alles Land und die Govigama bestellten das Land auf seinen Befehl hin. Die Reisproduktion und der Dienst für den König gab den Govigama eine wichtige Rolle in der landwirtschaftlich geprägten Gesellschaft. Es heißt, dass manche Könige an den Erntefesten am Ende jeder Yala (Trockenzeit) und Maha (Regenzeit) teilgenommen haben.
Erst in der Gegenwart wurde es Brauch, dass das Staatsoberhaupt ein Mitglied der Kast der Govigama ist. Präsident Premadasa bildete dabei eine Ausnahme. Einige Govigama, die ursprünglich Anglikaner waren und zum Buddhismus zurückkehrten, verbreiteten im vergangenen Jahrhundert den Mythos, dass die Kolonialherren, also die portugiesischen, holländischen und britischen Besatzer versucht hätten, die Vorherrschaft der Govi durch Bevorzugung anderer Kasten zurückzudrängen, indem sie Regierungsposten vergaben und die Bildung verbesserten. Tatsächlich sprechen die Fakten eine andere Sprache. In der Post-kolonialen Ära kam die Bevölkerung der niederen Kasten stärker an die Macht. Die Holländer und die Briten machten die Ideen des Republikanismus bekannt.
Noch heute sind viele Mitglieder der Kaste Landwirte in Sri Lanka. Allerdings werden Landwirte, die keinen Reis anbauen, nicht als Govigama angesehen. Diese Gehören zu Kasten wie den Salagama. Bathgama-Landwirte, die auch Reis anbauen, hingegen, sind eine „niedrigere Kaste“. Bei den Govigama arbeiten die Frauen bei der Ernte mit.

### Namen
Ein auffälliges Charakteristikum im singhalesischen Kastensystem ist, dass der Familienname Details des Stammbaums wiedergibt. Der ursprüngliche Name wurde vergeben nach dem Wohnort. Später wurden Ehrenbezeichnungen, die vom König aufgrund der Verdienste vergeben wurden, dem Namen angehängt. Das setzte sich über Generationen fort und führte zu sehr langen Namen. Generell gelten die Namen Mudiyanselage, Appuhamilage (unter den Hochlandbewohnern), und Arachchilage, Vidanelage, Pathiranage (unter Tieflandbewohnern) als Name angesehen werden, die von Govigama und anderen angenommen wurden um ihren sozialen Status zu verbessern. Im Laufe der Zeit wurden sie entsprechend dem Ranking im Dienst am König erweitert. Weitere Variationen entstanden durch Abänderungen während der Kolonialzeit. Auch heute noch spielen die Namen und die Abstammung eine wichtige Rolle für Singhalesen, wenn es um Heiraten geht.
Einige Govigama-Familien bekehrten sich auch zum Christentum und nahmen portugiesische-christliche Namen an, wie Don Davith (Rajapaksas), Barthlamew (Senanayakes), Ridgeway Dias (Nilaperumal/Bandaranaykes), Arnolis Dep (Wijewardane), de Sarem, de Alwis, u. a.
Außerdem erhielten alle bessergestellten Srilanker während der britischen Kolonialzeit englische Vornamen und die Goyigama waren auch Pioniere der Arrack-Produktion.

### Sozialstatus
In der traditionellen singhalesischen Gesellschaft stehen buddhistische Mönche an der Spitze. Ungeachtet der Geburts-Kaste eines Mönchs, musste ihn sogar der König ehren. Einige buddhistische Orden erlaubten aber nur Govigama beizutreten, im Widerspruch zu den Anweisungen Buddhas. Andere Kasten wie die Karava, Durava, Salagama und Wahumpura haben ihre eigenen buddhistischen Orden, erließen aber keine Beschränkungen in Bezug auf Kaste oder Rasse.
Diese Praxis, die von der Sekte der Govigama gehandhabt wird, brachte dem Buddhismus in Sri Lanka einen schlechten Ruf, vor allem bei den indischen Dalits, aus deren Reihen die größte Zahl von Konvertiten zum Buddhismus kommt. Historisch gesehen haben die Govigama dagegen oft auch indische Migranten in ihre Reihen aufgenommen.

### Altertum
Alte Texte wie Pújavaliya, Sadharmaratnavaliya und Yogaratnakaraya listen vier Kasten in absteigender Reihenfolge auf: „Raja“ - „Kshatriya“, „Bamunu“ (Brahmanen), „Velanda“ (Vaishya) und Govi in absteigender Ordnung. Das gegenwärtige Kastensystem in Sri Lanka entmachtet jedoch die Rajas, Bamunu und Velanda und setzt die Govigama an oberste Stelle in der Hierarchie: Govi, Karave, Durava, Salagama etc. Das Pujavaliya zeichnet auch auf, dass sogar ein Buddha in der Kaste der Govi geboren werden kann, obwohl der Buddha tatsächlich in de Kaste der Kshatriya geboren wurde. Der Theravada-Buddhismus glaubt, dass in jedem Menschenalter nur ein Buddha auftritt. Das Dampiyaatuvagetapadaya aus dem 10. Jahrhundert und das Darmapradeepikava (12. Jh.) dagegen stellen die Govi als mittlere Kaste im Vergleich zu den Königen dar. Diese Veränderungen bilden einen graduellen Aufstieg in der Gesellschaft ab.
Andere antike Texte wie das Gavaratnakaraya und das Sarpothpaththiya dagegen teilen sogar die Rinder Sri Lankas und die Schlangen in dieselben vier Kasten „Raja, Bamunu, Velanda, Govi“ ein, wo die Govi wieder die niedrigste der Kasten ist. Unter-Kasten wie die Durava und Salagama werden in diesen Texten nicht erwähnt, da sie erst später durch dravidische Einwanderer in Sri Lanka oder andere Kleingruppen entstanden, wobei die Govi-Gemeinschaft immer wieder auch Draviden aufnahm. Balladen, die bis heute bei den alten Gammaduva-Ritualen gesungen werden, beziehen sich ebenfalls auf die vier Kasten in derselben Reihenfolge und beschreiben die jeweiligen Vorschriften und Privilegien. Die Hausgerätschaften der Rajas werden als golden beschrieben; Silber und Kupfer sind für die beiden nächsten Kasten bestimmt und letztendlich Irdengut für die Govi.
König Nissanka Malla, der die Inder vertrieb, welche die Kasten durch erzwungene Mischehen aufheben wollten, ist Urheber eine Stein-Inschrift, Gal Potha, in Polonnaruwa, worin klar ausgedrückt wird, dass die Govi noch nicht einmal den Gedanken haben sollten Könige von Ceylon zu werden.
Auch wenn moderne Autoren versucht haben, das viergeteilte Kastensystem als eher veraltete Einteilung ohne Beziehung zur Realität darzustellen, zeigt die ständige Wiederkehr derselben Kastenhierarchie - sogar bis hinein ins 18. Jahrhundert, selbst unter britischer Herrschaft beziehungsweise in der Kandy-Periode – dass es eine Kontinuität der Tradition bis in neueste Zeit gibt. Man muss jedoch auch zugeben, dass es berühmte Familien aus den Kasten der Karava und Salagama auch schon im Königreich Kandy gab und die Govigama als oberste Kaste in Sri Lanka nicht aufgrund ihrer zahlenmäßigen Überlegenheit, sondern aufgrund ihres Alters in Sri Lanka gelten. Die „Karava“, die als zweithöchste Kaste in Sri Lanka gelten waren in der Geschichte die spezialisierten Seeleute und Navigatoren, von denen viele als dravidische Krieger nach Sri Lanka kamen. Die „Salagama“ dagegen hatten ihre Ursprünge in Kerala als „Saligrama Brahmins“, die auch heute noch zu den höchsten Kasten in Kerala zählen, und in den „Wahumpura“, die mit den Deva (Bergvölkern) des Mahavamsa gleichgesetzt wurden.

### Kandy-Periode
In den vergangenen 1.700 Jahren war das einzige unumstrittene Symbol der Königsherrschaft in Sri Lanka die geheiligte Zahnreliquie des Buddha. Wer auch immer diese in seiner Gewalt hatte, war anerkannt als rechtmäßiger Herrscher von Lanka. Der Besitz der Zahnreliquie war daher immer Privileg der herrschenden Dynastie von Sri Lanka. Mit jedem Wechsel der Hauptstadt wurde ein neuer Palast für die Aufbewahrung der Reliquie errichtet. 1595 wurde sie nach Kandy gebracht, wo sie sich bis heute befindet, im Sri Dalada Maligawa (Tempel des Zahns). Jedoch, auch in dem inländischen Königreich Kandy wurde ein Unambuwe, ein Sohn einer Konkubine nicht als 'königlich' angesehen und daher ein königlicher Telugu aus Madurai hereingebracht. Diese letzte königliche Dynastie in Kandy (vier Könige) hatte ihre Herkunft bei den Nayake von der Kaste der Balija. Auch König Senarat Adahasins Regent, Antonio Baretto Kuruwita Rala, Prinz von Ouva, stammte nicht aus der Kaste der Govi.
Die älteste buddhistische Sekte in Sri Lanka, die Siam Nikaya (gegr. 19. Juli 1753) hat das Wächteramt für die Zahnreliquie. Die Siam Nikaya gliedert sich in Kasten-basierte Divisionen und seit 1764 gewährt sie die höhere Ordination (Upasampada) nur Mitgliedern der Radala- und Govigama-Kasten und schließt andere Kasten von ihren Rängen aus. Sitinamaluwe Dhammajoti (Durawa) war daher der letzte Nicht-Govigama-Mönch der Upasampada erwarb. Diese Einstellung verdarb die Siam Nikaya insgesamt und Moratota Dhammakkandha, der Mahanayaka von Kandy, unterdrückte mit Hilfe der letzten zwei Telugu-Könige von Kandy die Mahanayaka Karatota Dhammaranma aus dem Unterland durch Konfiszierung des Tempels am Sri Pada und der zugehöreigen Dörfer und einer Ernennung eines rivalisierenden Mahanayaka.

### Gegenwart
Die Vertretung der Nicht–Govigama im Parlament ist seit der Unabhängigkeit stetig zurückgegangen und liegt weit unter dem Anteil in der Bevölkerung. Die Vertretung der Kasten im Kabinett war schon immer auf einige wenige sichtbare, aber beziehungslose Mitglieder aus einigen führenden Kasten beschränkt.